# Ayora
Pour les articles homonymes, voir Aiora.
Ayora, en castillan et officiellement (Aiora en valencien), est une commune d'Espagne de la province de Valence dans la Communauté valencienne. Elle est située dans la comarque du Valle de Cofrentes et dans la zone à prédominance linguistique castillane.

## Géographie

Localisation d'Ayora
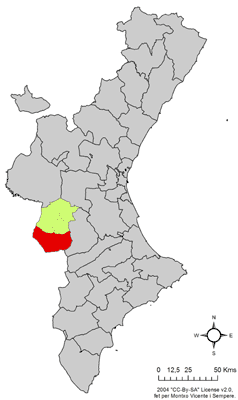
dans la Communauté valencienne.
dans la comarque du Valle de Cofrentes.

### Localités limítrophes
Le territoire municipal d'Ayora est voisin de celui des communes suivantes : Bicorp, Enguera, Jarafuel, Quesa, Teresa de Cofrentes et Zarra, dans la Province de Valence et de Almansa, Carcelén et Alpera de la Province d'Albacete.

## Démographie
| Population | 4.825 | 4.935 | 4.980 | 6.460 | 6.638 | 6.552 | 6634 | 6.870 | 6.412 | 5.691 | 6.083 | 5.402 | 5.497 | 5.492 |

## Administration
Liste des maires, depuis les premières élections démocratiques.
| Législature | Nom du Maire                                         | Parti politique |
| ----------- | ---------------------------------------------------- | --------------- |
| 1979-1983   | Manuel Piqueras                                      | PSOE            |
| 1983-1987   | Rafael Anaya Ginés                                   | PP              |
| 1987-1991   | Vicente Ávila Rodenas                                | PSOE            |
| 1991-1995   | Vicente Ávila Rodenas / Enrique Martínez Torrecillas | PSOE            |
| 1995-1999   | Pascual Ortiz Carpio                                 | PP              |
| 1999-2003   | Jesús Moreno Mut / Francisco Gómez Pardo             | PSOE/PP         |
| 2003-2007   | Francisco Gómez Pardo                                | PP              |
| 2007-2011   | Manuel López Gavidia                                 | PSOE            |
| 2011-act.   | José Vicente Anaya Roig                              | PP              |

### Sources
- (es) Cet article est partiellement ou en totalité issu de l’article de Wikipédia en espagnol intitulé « Ayora » (voir la liste des auteurs).